# Iris lineata
Iris lineata là một loài thực vật có hoa trong họ Diên vĩ. Loài này được Foster ex Regel miêu tả khoa học đầu tiên năm 1887.